# Jet Harris
Pour les articles homonymes, voir Harris.
Terence « Jet » Harris, né Terence Hawkins le 6 juillet 1939 à Kingsbury en Angleterre et mort le 18 mars 2011 à Winchester, est un musicien britannique. Il fut le premier bassiste du groupe de rock The Shadows jusqu'en avril 1962.

## Biographie
Jet Harris grandit à Kingsbury dans la banlieue Nord de Londres. D'abord clarinettiste, il devient contrebassiste dans des formations de jazz comme les Vipers. En 1958, le batteur de ce groupe lui offre une guitare basse, une des premières utilisées en Grande-Bretagne, de marque Framus. Un peu plus tard, en 1959 ou 1960, il sera aussi un des tout premiers bassistes en Europe à utiliser une Fender Precision Bass. 
À la fin de 1958, il intègre le groupe The Drifters qui sortent deux singles sur Columbia Records avant de se rebaptiser l'année suivante The Shadows (c'est Jet Harris qui a suggéré ce nouveau nom) car ce nom existe déjà. The Drifters est un groupe vocal américain à l'époque. À ce titre, il joue de la basse dans le groupe sur les six premiers albums de Cliff Richard. Il se fait connaître à cette époque par le caractéristique hurlement aigu qu'il aime pousser sur scène pour introduire des ponts instrumentaux : il y a des exemples enregistrés, sur Feelin' Fine (1959) ou Do You Wanna Dance (1962) de Cliff Richard, il fut imité par les Beatles dans leur instrumental Cry for a Shadow).
Ayant découvert par hasard, une idylle entre son épouse "Carol Am Costa" et Cliff Richard au tout début de leur carrière et voulant garder son poste au sein du groupe, il se tait mais est rongé par la détresse. Il décide alors de quitter les Shadows en 1962 pour ne plus souffrir de cette situation. Jet Harris entame ensuite une carrière solo et connaît un succès populaire avec ses deux premiers singles sortis chez Decca, Besame Mucho et The Man With The Golden Arm, chanson-titre du film d'Otto Preminger.
En 1963, l'ancien batteur des Shadows Tony Meehan le rejoint pour former le duo Jet & Tony qui rencontre également un grand succès populaire avec des hits tels que Diamonds, Scarlett O'Hara ou encore Applejack. À cette époque il joue d'un instrument tout nouveau, la basse six cordes Fender VI.
Un accident de voiture en septembre 1963 met un terme provisoire à sa carrière musicale, qu'il reprend en solo en 1964, mais sans rencontrer de succès. Il obtient malgré tout un dernier petit succès avec My Lady une reprise des Troggs à l'été 1967 mais sa carrière ne redécollera plus. Après une longue traversée du désert, marquée par une forte addiction à l'alcool et à la cigarette, après son départ des Shadows, il reprend sa carrière de musicien au milieu des années 1980 en enregistrant plusieurs albums, dont le dernier The Journey en 2007. Il meurt le 18 mars 2011 à 71 ans des suites d'un cancer du foie.

## Discographie solo sélective
- Diamonds (avec Tony Meehan)
- Scarlett O'Hara (avec Tony Meehan)
- Applejack (avec Tony Meehan)
- The Man With The Golden Arm (solo)
- Besame Mucho (solo)
- My Lady ( solo)